# Abraxas aphorista
Abraxas aphorista là một loài bướm đêm trong họ Geometridae.